# Gábor Májer
Gábor Májer (13 de marzo de 1983) es un deportista húngaro que compitió en natación adaptada. Ganó una medalla de oro en los Juegos Paralímpicos de Sídney 2000 en la prueba de 4 × 50 m estilos (clase S14).

## Palmarés internacional
| Juegos Paralímpicos | Juegos Paralímpicos | Juegos Paralímpicos | Juegos Paralímpicos  |
| Año                 | Lugar               | Medalla             | Prueba               |
| ------------------- | ------------------- | ------------------- | -------------------- |
| 2000                | Sídney (Australia)  | Medalla de oro      | 4 × 50 m estilos S14 |